# 外贝加尔斯克
外贝加尔斯克（羅馬化：Zabaykalʹsk），又译后贝加尔斯克，是俄罗斯外贝加尔边疆区的市级镇、外贝加尔斯克区行政中心，靠近中俄国界，西北距蒙俄国界约46（29英里），在边疆区首府赤塔东南方。设有铁路车站外贝加尔斯克站。
该地2021年人口有13,293人；2010年人口11,769；2002年人口10,210；1989年人口8,632。